# Allocorrigia filiformis
Allocorrigia filiformis är en plattmaskart. Allocorrigia filiformis ingår i släktet Allocorrigia och familjen Dicrocoeliidae. Inga underarter finns listade i Catalogue of Life.